# Piazzali
Piazzali település Franciaországban, Haute-Corse megyében. Lakosainak száma 19 fő (2022. január 1.). Piazzali Perelli, Novale, Ortale és Valle-d’Alesani községekkel határos.

## Népesség
A település népességének változása:
| Lakosok száma | 39   | 33   | 11   | 13   | 17   | 17   | 17   | 19   | 19   | 19   |
|               | 1968 | 1982 | 1990 | 2006 | 2013 | 2015 | 2017 | 2019 | 2020 | 2022 |